# Rhynchagrotis laetula
Rhynchagrotis laetula là một loài bướm đêm trong họ Noctuidae.